# Кострубонька
Кострубо́нько, Кострубо́нька, Коструб, Кострома — ритуальный персонаж в мифологии русских и украинцев, олицетворение плодородия. В украинских весенних ритуалах Кострубонька изображало чучело мужчины (с подчёркнутыми атрибутами пола, ср. Ярила) или женщины (соответствие Костроме, ср. Купалу и др.). Ритуальные похороны Кострубонька знаменовали переход к весеннему циклу. Название «Кострубонька» родственно украинскому коструб «неряха».